# Louis McLane

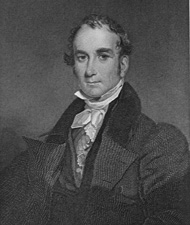
Louis McLane

Louis McLane, född 28 maj 1786 i Smyrna, Delaware, USA, död 7 oktober 1857 i Baltimore, Maryland, var amerikansk politiker, diplomat och advokat.
Han studerade vid Newark College, som senare blev University of Delaware. Han inledde 1807 sin karriär som advokat i Wilmington, Delaware. Han gifte sig 1812 med Catherine Mary Milligan. Paret fick 13 barn.
Han var ledamot av USA:s representanthus 1817–1827 och ledamot av USA:s senat 1827–1829. Han inledde sin politiska karriär i federalistpartiet men blev senare demokrat.
När Andrew Jackson 1829 blev USA:s president, utnämndes McLane till USA:s minister i London. Hans uppgift i Storbritannien var att meddela hur Jacksons utrikespolitik skilde sig från företrädaren John Quincy Adams politik och att de tidigare stridsfrågorna inte längre skulle vara sådana. Huvudsaken var att öppna handelsförbindelser med brittiska Västindien.
McLane tjänstgjorde som USA:s finansminister 1831–1833 och därefter som utrikesminister 1833–1834. McLane omorganiserade utrikesdepartementet och hans organisationsform bevarades i några årtionden tills Ulysses S. Grants utrikesminister Hamilton Fish omorganiserade departementet.
McLane tjänstgjorde på nytt som USA:s minister i London 1845–1846. Den gången deltog han i förhandlingar som ledde till Oregonfördraget för att fastställa gränsdispyten mellan USA och Storbritannien.
Han dog i Baltimore, där han bodde under sina senare år och hans grav är på stadens Green Mount Cemetery. Hans son Robert Milligan McLane var guvernör i Maryland.